# Raymond Moore (geolog)
Raymond Cecil Moore (ur. 20 lutego 1892 w Roslyn, zm. 16 kwietnia 1974 w Lawrence) – amerykański geolog i paleontolog, długoletni dyrektor Kansas Geological Survey, inicjator i redaktor Treatise on Invertebrate Paleontology.

## Życiorys

### Młodość i wykształcenie
Urodził się w rodzinie baptystycznego duchownego. W 1909 wstąpił na Denison University w Granville, gdzie początkowo studiował języki klasyczne, a później geologię do 1913 roku. W 1916 roku uzyskał stopień doktora na University of Chicago.
W tym samym roku objął stanowisko assistant professor na Uniwersytecie Kansas oraz został geologiem stanowym.

### Dyrektor Kansas Geological Survey
W 1916 roku został nominowany dyrektorem Kansas Geological Survey (KGS), założonego 27 lat wcześniej, i pozostał na tym stanowisku do 1954 roku. Od razu po objęciu kierownictwa zaczął przekształcać Kansas Geological Survey z biura udostępniającego dane geologiczne w instytucję regularnie publikującą prace o charakterze naukowym. Już w 1917 roku wydano Oil and Gas Resources of Kansas, którego Moore był współautorem. Oprócz pracy biurowej Moore kierował także ekspedycjami terenowymi. W 1923 roku wziął udział w ekspedycji, która spłynęła rzeką Kolorado.
W latach 1926 i 1927 był urlopowany z biura i uniwersytetu i pracował dla American Petroleum Institute, badając skały osadowe w synklinach Ameryki Północnej. W latach 30 XX wieku KGS opublikowało geologiczną mapę stanu Kansas w skali 1:500 000, przy której przygotowaniu Moore współpracował. Pod jego kierownictwem KGS nawiązało współpracę z U.S. Geological Survey dla badania wód podziemnych, oraz z Kansas Geological Society, która to współpraca doprowadziła do powstania Wichita Well Sample Library – kolekcji minerałów pochodzących z odwiertów wydobywczych.
W 1942 roku został powołany do służby wojskowej. Dołożył starań, aby przekonać komisję kwalifikacyjną, że jest zdolny do służby, mimo alergii i problemów dentystycznych. Pracował w dowództwie kwatermistrzostwa w wydziale paliw i smarów do 1945 roku. W 1949 roku ponownie wziął urlop z KGS i uniwersytetu, aby badać zasoby węgla w Japonii dla generała MacArthura.
W latach 1951–1952 wykładał na uniwersytecie w Holandii.

### Wkład w paleontologię
Po zakończeniu pracy w Kansas Geological Survey, Moore zintensyfikował swoje prace w dziedzinie paleontologii bezkręgowców. O ile wcześniej zajmował się głównie mszywiołami, to później badał też inne grupy, a jego monografie koncentrowały się na koralowcach i liliowcach. Nazwał tuziny gatunków i wiele taksonów wyższego rzędu. W niektórych przypadkach korzystał ze swych zdolności artystycznych do rekonstrukcji wyglądu znalezionych skamieniałości (wówczas była to szeroko akceptowana praktyka).
W roku 1948 Moore rozpoczął pracę nad wydaniem Treatise on Invertebrate Paleontology. Motywował i popędzał Raya Bassslera, autora pierwszego tomu, a po ukończeniu przez niego pracy zajął się zbieraniem funduszy na wydanie. W późniejszych czasach Moore ciągle zajmował się Treatise: koordynował działania, pisał teksty i dokonywał krytycznej redakcji tekstów innych autorów. Podobno edytował kolejny tom leżąc w łóżku, na kilka dni przed śmiercią. Wraz z żoną ustanowił fundusz wspierający wydawanie periodyku.
Oprócz tekstów w Treatise publikował też inne prace na temat paleontologii, niektóre z nich stały się klasycznymi. W latach 1980–1989 jego prace, głównie z paleontologii, były cytowane średnio 54 razy w roku (według Science Citation Index).

### Prace na temat cykli sedymentacyjnych
Oprócz paleontologii Moore zajmował się też karbońskimi cyklami sedymentacyjnymi. Jego poglądy na temat cyklotemów wpłynęły na ukształtowanie paradygmatu interpretacyjnego osadów środkowej części Ameryki Północnej, formułując hipotezę, że cyklotem składa się zasadniczo z czterech warstw wapienia, co związane jest z transgresjami i regresjami morskimi.

### Działalność w organizacjach
Był redaktorem periodyków naukowych: Bulletin of the American Association of Petroleum Geologists (1920–1925), Journal of Paleontology (1930–1938), Journal of Sedimentary Petrology (1930-1935), Kansas University Science Bulletin (1925–1930). Był przewodniczącym Paleontological Society (1947), Society of Economic Paleontologists and Mineralogists (1928), Society of Systematic Zoology (1957–58), Geological Society of America (1957–58), American Geological Institute (1960), Association of American State Geologists (1936–1937).
Wygłaszał też wykłady na temat geologii i paleontologii na uniwersytetach w USA, Europie i Japonii.
Opublikował co najmniej 588 prac.

## Życie prywatne
Mówił płynnie w 9 obcych językach (niemieckim, francuskim, hiszpańskim, portugalskim, włoskim, rosyjskim, greckim, niderlandzkim i rumuńskim). Był bardzo pracowity. Opowiadano historię, że kibicując na meczu baseballowym, w przerwie wyciągnął notatki i redagował je, nawet w czasie drugiej połowy meczu. Jako wykładowca starał się skłonić studentów do samodzielnej pracy.
Grał na fortepianie. Umiejętnie szkicował, a także malował portrety.
Miał duże poczucie własnej wartości, co powodowało konflikty. Prawdopodobnie z powodu osobistych konfliktów nie został wybrany do National Academy of Sciences. Zapytany o największego współczesnego geologa, odpowiedzieć miał „to ja”. Gdy inny pracownik uniwersytetu zaparkował na miejscu przeznaczonym dla Moore’a, ten zepchnął jego samochód i pozwolił mu stoczyć się do pobliskiego stawu.

## Nagrody
Za wkład naukowy R. Moore otrzymał wiele nagród, między innymi:
- doktorat honoris causa macierzystego Denison University (1935)
- Ferdinand V. Hayden Memorial Medal (1956)
- Sidney Powers Memorial Medal (1959)
- Paleontological Society Medal (jako pierwszy, w 1963 roku)
- Medal Wollastona (1968)
- Mary Clark Thompson Medal (1970)
- William H. Twenhofel Medal (jako pierwszy, w 1972 roku)

## Upamiętnienie
Na jego cześć nazwano ordowickiego liliowca Aethocrinus moorei. Z okazji 75. urodzin wydano księgę pamiątkową pt. Essays in Paleontology and Stratigraphy – R.C. Moore Comemorative Volume, w której zamieszczono prace 31 autorów.